# Daniel S. Dickinson

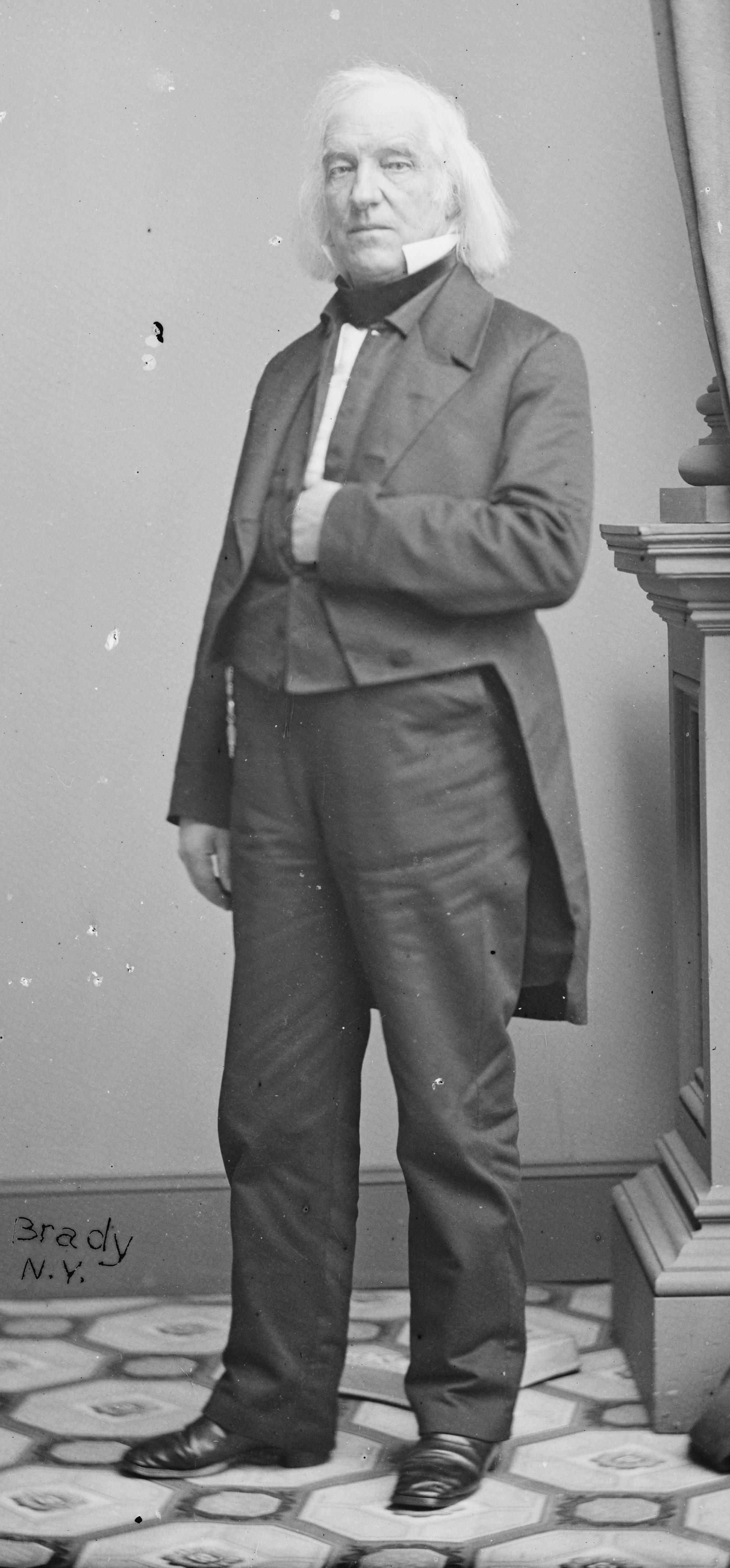
Daniel S. Dickinson

Daniel Stevens Dickinson (* 11. September 1800 in Goshen, Litchfield County, Connecticut; † 12. April 1866 in New York City) war ein US-amerikanischer Politiker der Demokratischen Partei, der den Bundesstaat New York im US-Senat vertrat und als dessen Vizegouverneur amtierte.

## Aufstieg in New York
Der aus Connecticut stammende Daniel Dickinson war noch ein kleiner Junge, als seine Eltern mit ihm nach Guilford im Chenango County des Staates New York zogen. Dort besuchte er die öffentlichen Schulen und ging bei einem Herrenausstatter in die Lehre. Ab 1821 war er in Wheatland als Lehrer beschäftigt. Später betätigte er sich in der Landvermessung; außerdem studierte er die Rechtswissenschaften und wurde 1828 in die Anwaltskammer aufgenommen, woraufhin er in Guilford als Jurist zu praktizieren begann. Von 1827 bis 1832 war er dort außerdem Postmeister. Nach seinem Umzug nach Binghamton fungierte er ab 1834 als erster Präsident dieser Stadt.
Von 1837 bis 1840 saß Dickinson im Senat von New York; zwischen 1843 und 1844 übte er das Amt des Vizegouverneurs unter Gouverneur William C. Bouck aus. Außerdem war er bei der Präsidentschaftswahl 1844 Mitglied des Electoral College, das James K. Polk zum US-Präsidenten wählte.

## Senator in Washington
Nach dem Rücktritt von US-Senator Nathaniel P. Tallmadge wurde Dickinson zu dessen Nachfolger im Kongress ernannt; er nahm dieses Mandat ab dem 30. November 1844 wahr und konnte es nach einer Bestätigung bei der folgenden Wahl bis zum 3. März 1851 ausüben. Beim erneuten Versuch der Wiederwahl scheiterte er am Whig-Kandidaten Hamilton Fish. Während seiner Zeit im Senat war Dickinson unter anderem Vorsitzender des Finanzausschusses; zudem gehörte er dem Committee on Manufactures und dem Committee on Private Land Claims an.
Innerhalb der Demokratischen Partei New Yorks zählte Dickinson zur konservativ eingestellten Faktion der „Hunkers“, die in Opposition zu den „Barnburners“ stand. Dieser Parteiflügel spaltete sich 1848 ab und trat der Free Soil Party bei. Bei der darauf folgenden Spaltung der „Hunkers“ erwies sich Dickinson als Wortführer der „Hards“, die im Gegensatz zu den „Softs“ unter William L. Marcy gegen eine Aussöhnung mit den „Barnburners“ eintraten.

## Späte Jahre
Nach seinem Abschied aus dem Kongress arbeitete Dickinson zunächst wieder als Anwalt. 1852 nahm er als Delegierter an der Democratic National Convention in Baltimore teil. Im folgenden Jahr wurde er von Präsident Franklin Pierce zum Steuereinnehmer im New Yorker Hafen ernannt, doch er lehnte die Berufung ab. Im Vorfeld der Präsidentschaftswahl 1860 unterstützte er die Kandidatur von John C. Breckinridge.
1861 wurde Dickinson zum Attorney General des Staates New York gewählt, wobei er für die War Democrats antrat, eine Gruppierung innerhalb der Demokratischen Partei, die den republikanischen Präsidenten Abraham Lincoln und dessen Politik unterstützte. Im Jahr 1864 erfolgte die Ernennung zum Bundesbeauftragten für die Besiedlung der landwirtschaftlich nutzbaren Fläche an der Hudson Bay und am Puget Sound. Vor der Präsidentschaftswahl 1864 galt er als möglicher Anwärter auf die Vizepräsidentschaft neben Lincoln, der sich dann aber für Andrew Johnson entschied. Stattdessen ernannte der Präsident ihn zum United States Attorney for the Southern District of New York, was er von 1865 bis zu seinem Tod im folgenden Jahr blieb.